# Свободное (Акмолинская область)
Свободное (каз. Свободное) — село в Есильском районе Акмолинской области Казахстана. Административный центр Свободненского сельского округа. Код КАТО — 114873100.

## География
Село расположено на левом берегу реки Кызылсу в 12 км на северо-восток от районного центра города Есиль. 

## Население
В 1989 году население села составляло 2096 человек (из них русских 35%, немцев 34%).
В 1999 году население села составляло 1648 человек (793 мужчины и 855 женщин). По данным переписи 2009 года, в селе проживали 1332 человека (637 мужчин и 695 женщин).
| Динамика численности населения | Динамика численности населения | Динамика численности населения |
| 1989                           | 1999                           | 2009                           |
| ------------------------------ | ------------------------------ | ------------------------------ |
| 2096                           | ↘1648                          | ↘1332                          |